# 雪田樹理
雪田 樹理（ゆきた じゅり）は、日本の弁護士。大阪弁護士会所属。女性共同法律事務所に所属。特定非営利活動法人ヒューマンライツ・ナウの理事および関西事務局長。

## 人物
青森県黒石市出身。1990年に弁護士登録する。1996年から1998年にかけて、イギリスに留学する。
得意分野は、女性に対する暴力問題、とりわけ家庭内暴力、および性暴力の問題である。婚外子差別の問題にも取り組む。横山ノックの強制わいせつ事件関連訴訟にも取り組んできた。

## 担当事件
横山前大阪府知事セクハラ訴訟
1999年に発生した横山ノックによる強制わいせつ事件関連の民事裁判。同年12月13日、大阪地方裁判所は、1100万円の損害賠償額を認定し、確定となる。
島田紳助殴打事件
2004年発生した。島田紳助が、吉本興業の女性社員を殴打した事件。東京地方裁判所で、1054万円の賠償額が認定される。2011年9月22日に、東京高等裁判所で和解。

## 著作
- 女性に対する暴力に関する立法ハンドブック 信山社 ISBN 978-4797255874- 共同翻訳